# Wohn- und Wirtschaftsgebäude Kleinmühlen 11
Das Wohn- und Wirtschaftsgebäude Kleinmühlen 11 in der niedersächsischen Gemeinde Lamstedt-Kleinmühlen, Samtgemeinde Börde Lamstedt, im Landkreis Cuxhaven stammt aus dem 19. Jahrhundert. Aktuell (2024) wird es als Wohnhaus und Praxis genutzt.
Das Gebäude steht unter Denkmalschutz (siehe auch Liste der Baudenkmale in Lamstedt).

## Geschichte und Beschreibung
Zwei Kilometer östlich von Lamstedt liegt Kleinmühlen 11 am nördlichen Rand des nach einer bereits im 17. Jahrhundert erwähnten Wassermühle.
Das eingeschossige traufständige Gebäude als Zweiständer-Hallenhaus in Fachwerk mit Steinausfachungen und mit reetgedecktem Krüppelwalmdach wurde um 1820 gebaut. Der Wirtschaftsgiebel hat eine Groote Door mit Korbbogen, ein Uhlenloch, seitliche Stalltüren und ein recht regelmäßiges Rasterfachwerk. Die Inschrift am Giebelbalken lautet: „Gott schütze dieses Haus und Alle die da gehen ein und aus! 1886“. Der  Wohnteil erhielt später massive Außenwände.
Das Landesdenkmalamt befand u. a.: „… orts-, bau- und kunstgeschichtlicher, gebäudetypischer und ortsbildprägender Zeugniswert …“